# Riacama caliginea
Riacama caliginea — викопний вид птахів родини каріамових (Cariamidae). Голотип (номер MACN A52-189) складається лише з проксимальної частини правого коракоїда. Скам'янілості знайдені у пластах формації Ріо-Десеадо на півдні Аргентини і датуються олігоценом. Можливо відноситься до родини фороракосових.